# Vindens son
Vindens son är en roman av Henning Mankell från 2000.

## Handling
Boken handlar om en svensk insektsforskare som någon gång på 1870-talet hittar en liten undernärd bushmanpojke på en avlägsen handelsstation i Afrika. Han bestämmer sig för att rädda pojken och ta med honom till Sverige. Väl hemma reser han först runt i landet och visar upp pojken för pengar, därefter inackorderar han honom hos några fattiga bönder i Skåne. Boken pekar på problemet att dels få svenskar (vita) att acceptera en svart människa, dels att få denna unga varelse att förstå vita människors oförståelse och rädsla för det som är annorlunda.
Bokens insektsforskare fanns på riktigt och hette Gustaf de Vylder.